# Trigone olfactif

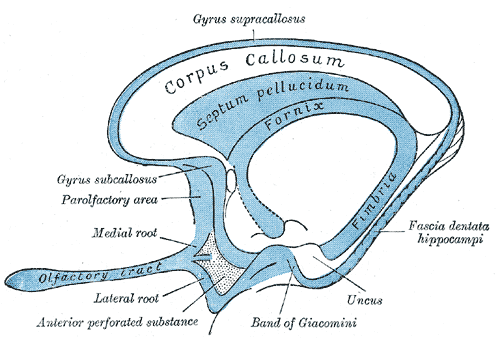
Schéma du rhinencéphale (le trigone olfactif n'est pas légendé mais il est visible en bas et à gauche, entre l'espace perforé antérieur et le tractus olfactif)

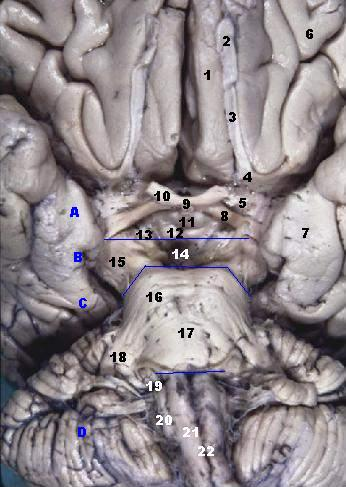
Vue antérieure du tronc cérébral humain, le trigone olfactif est légendé #4, en haut et à droite

Le trigone olfactif (en latin : trigonum olfactorium) est une petite zone triangulaire située devant l'espace perforé antérieur.
Son sommet, dirigé vers l'avant, occupe la partie postérieure du sillon olfactif, et apparaît en rejetant le tractus olfactif.
Il fait partie de la voie olfactive.